# 白沙乡 (普安县)
白沙乡，是中华人民共和国贵州省黔西南布依族苗族自治州普安县下辖的一个乡镇级行政单位。

## 行政区划
白沙乡下辖以下地区：
白沙社区、铁厂村、卡塘村、大小寨村和红寨村。